# Portrait équestre de Marie-Amélie de Saxe
Le portrait équestre de Marie-Amélie de Saxe est un portrait équestre de Marie-Amélie de Saxe réalisé par Francesco Liani (it), à l'huile sur toile, au milieu du XVIIIe siècle. Ce tableau est conservé au Musée Capodimonte de Naples.

## Réalisation
Ce portrait équestre a été réalisé au milieu du XVIIIe siècle, durant les dernières années de règne de Charles III d'Espagne et de son épouse Marie-Amélie de Saxe. Il existe un portrait équestre similaire du roi dans la même salle, régnant à Naples avant de retourner en Espagne. La toile est exposée dans la salle 34 du musée Capodimonte de Naples, dans la zone de l'appartement royal de la reggia di Capodimonte.

## Description
La peinture présente un style atypique pour la période de sa réalisation, caractérisé car nettement espagnol.